# Listă de filme românești din 2007
Aceasta este o listă de filme românești din 2007:
- 4 luni, 3 săptămâni și 2 zile, de Cristian Mungiu
- California Dreamin' (Nesfârșit), de Cristian Nemescu
- După ea, de Cristina Ionescu - IMDB
- Logodnicii din America, de Nicolae Mărgineanu - IMDB
- Pescuit sportiv, de Adrian Sitaru - IMDB
- Război pe calea undelor, regia Alexandru Solomon
- Restul e tăcere, de Nae Caranfil
- Roming, de Jiri Vejdelek,  coproducție
- Ticăloșii, de Șerban Marinescu - IMDB
- Tinerețe fără tinerețe, de Francis Ford Coppola, coproducție

Filme de televiziune
- Agentul VIP (serial), de Mihai Gâdea, Dana Nedelciu - IMDB
- Kids Mania (serial), de Ionel Popescu - IMDB
- Cu un pas înainte (serial), de Virgil Nicolaescu - IMDB
- Inimă de țigan (serial), Alex Fotea, Iura Luncașu, Sebastian Voinea - IMDB
- De la miel pân'la Eiffel, de Silviu Jicman - IMDB
- Tache, de Igor Cobileanski - IMDB

Filme de scurt metraj
- Lampa cu căciulă, de Radu Jude
- Dimineața, de Radu Jude - IMDB
- Acasă, de Paul Negoescu - IMDB
- Radu + Ana, de Paul Negoescu - IMDB
- Valuri, de Adrian Sitaru - IMDB
- Interior. Scara de bloc, de Ciprian Alexandrescu - IMDB
- Synopsis Docu-Drama, de Ciprian Alexandrescu - IMDB
- Lecția de box, de Alexandru Mavrodineanu - CineMagia
- Filmele mele nefăcute, de Eva Pervolovici - CineMagia
- La drumul mare, de Gabriel Sîrbu - IMDB
- O zi bună de plajă, de Bogdan Mustață

Documentare
- Secretul Devei, de Anca Miruna Lăzărescu - IMDB
- Nichita Stănescu, de Marian Baciu - CineMagia
- Gumelnița. Bucșani. O nouă lume, același început, de Daniel Simion - CineMagia[1]